# Bondo Tera
Bondo Tera is een bestuurslaag in het regentschap West-Soemba van de provincie Oost-Nusa Tenggara, Indonesië. Bondo Tera telt 1681 inwoners (volkstelling 2010).